# Eurypus cyanipennis
Eurypus cyanipennis es una especie de coleóptero de la familia Mycteridae.

## Distribución geográfica
Habita en Brasil.